# Trichoceronia thermitana
Trichoceronia thermitana är en tvåvingeart som beskrevs av Cortes 1945. Trichoceronia thermitana ingår i släktet Trichoceronia och familjen parasitflugor. Inga underarter finns listade i Catalogue of Life.